# Francisco de Paula del Villar y Carmona
Francisco de Paula del Villar y Carmona (Barcelona, 1860 - Genève, 1927) was een Spaanse architect, zoon van architect Francisco de Paula del Villar y Lozano. Hij behaalde zijn diploma in 1886 en volgde zijn vader in 1892 op als architect van het bisdom in Barcelona, waarbij hij het door zijn vader begonnen werk aan het klooster van Montserrat voortzette: onder meer de apsis, façade van de kerk, de kapel van de Heilige Maagd, het monument van het Tweede Mysterie van het Lijden van de Rozenkrans, het monument voor de helden van de Slag van Bruc (afgebroken).
In Barcelona staan de werken Casa Riera (1892), de casa del Gas Lebon en Balmes/Gran Via (1896), het klooster van Santa Madrona en het Hospital de Incurables (1916). Ook zijn van zijn hand de parochiekerk van Tiana (1886) en het verpleeghuis van de Fundación Albà.
- Catàleg d'autoritats de noms i títols de Catalunya: 981058527639706706
- International Standard Name Identifier: 0000 0004 1018 0869
- Virtual International Authority File: 304786885